# Liste der Naturdenkmale in Bestensee
Die Liste der Naturdenkmale in Bestensee nennt die Naturdenkmale in Bestensee im Landkreis Dahme-Spreewald in Brandenburg.
In den Spalten befinden sich folgende Informationen:
- Nr.: Identifizierungsnummer nach veröffentlichter Liste. Sie wird von der unteren Naturschutzbehörde des Landkreises oder der kreisfreien Stadt vergeben. Wenn sie bekannt ist, wird sie angegeben. In dieser Spalte kann sich zusätzlich das Wort Wikidata befinden, der entsprechende Link führt zu Angaben zu diesem Naturdenkmal bei Wikidata.
- Bezeichnung: Benennung des Naturdenkmals, in der Regel wird bei Bäume die Baumart genannt. Bekannte Eigennamen werden mit angegeben.
- Gemarkung: Ort oder Gemarkung, in der sich das Naturdenkmal befindet
- Lage: Nennt die Lage des Naturdenkmals im jeweiligen Ortsteil und die geografischen Koordinaten des Naturdenkmals. Link zu einem Kartenansichtstool, um Koordinaten zu setzen. In der Kartenansicht sind Naturdenkmale ohne Koordinaten mit einem roten beziehungsweise orangen Marker dargestellt und können in der Karte gesetzt werden. Denkmale ohne Bild sind mit einem blauen bzw. roten Marker gekennzeichnet, Denkmale mit Bild mit einem grünen beziehungsweise orangen Marker.
- Beschreibung: die Beschreibung des Naturdenkmales
- Schutzzweck: Erläutert den Grund der Unterschutzstellung
- Bild: Zeigt ein Bild des Naturdenkmales und gegebenenfalls ein Link zu weiteren Fotos im Medienarchiv Wikimedia Commons

## Einzelnaturdenkmale
| Bild                                    | Bezeichnung     | Lage                                                                                          | Beschreibung | Schutzzweck | Nummer |
| --------------------------------------- | --------------- | --------------------------------------------------------------------------------------------- | ------------ | ----------- | ------ |
| Direkt Bild zu diesem Denkmal hochladen | Stieleiche      | Bestensee, ()                                                                                 |              |             |        |
| BW                                      | Stieleiche      | Bestensee, Thälmannstraße Flur 11, Flurstück 340/315 (52° 13′ 26,1″ N, 13° 38′ 3,9″ O)        |              |             |        |
| Direkt Bild zu diesem Denkmal hochladen | Mehlbeere       | Bestensee, ()                                                                                 | Alleebaum    |             |        |
| BW                                      | 155 Platanen    | Bestensee, Allee: B 246 von Sutschketal in Richtung Gallun (52° 14′ 43,4″ N, 13° 35′ 49,1″ O) |              |             |        |
| Direkt Bild zu diesem Denkmal hochladen | 4 Rosskastanien | Bestensee, Allee: B 246 von Sutschketal in Richtung Gallun ()                                 |              |             |        |
| Weitere Bilder Fotos hochladen          | Rosskastanie    | Bestensee, Zentrum der Dorfaue (52° 14′ 35,8″ N, 13° 37′ 38,7″ O)                             |              |             |        |

## Flächennaturdenkmale

### Bestensee
| Bild | Bezeichnung                           | Lage                                                                                                 | Beschreibung                                                           | Schutzzweck | Nummer |
| ---- | ------------------------------------- | --- | ---------------------------------------------------------------------- | ----------- | ------ |
| BW   | Feuchtwiesen Bestensee Thälmannstraße | Bestensee, westlich Thälmannstraße zwischen Wiesenweg und Bergweg (52° 13′ 35,5″ N, 13° 37′ 57,5″ O) | 23,103 Hektar                                                          |             | 4028   |
| BW   | Orchideenwald Körbiskrug              | Bestensee, westlich und südlich Kleiner Tonteich (52° 15′ 7,5″ N, 13° 39′ 55,7″ O)                   | Orchideenwald Körbiskrug und Orchideenwald Freudental II; 3,131 Hektar |             | 4001   |

### Pätz
| Bild | Bezeichnung                  | Lage                                                            | Beschreibung | Schutzzweck | Nummer |
| ---- | ---------------------------- | --------------------------------------------------------------- | --- | ----------- | ------ |
| BW   | Torf (Pätzer Tonsee)         | Pätz, am Tonsee (52° 14′ 14,5″ N, 13° 40′ 23,1″ O)              | 11,449 Hektar |             | 4055   |
| BW   | Grundstück Professor Kirsche | Pätz, hinter Lindenstraße 26 (52° 13′ 38,1″ N, 13° 39′ 21,9″ O) | das Naturdenkmal Grundstück Professor Kirsche (Lindenstraße 26) ist ein Bodendenkmal seit 1993 als Flächennaturdenkmal ausgewiesen. Die offene bis halboffene Gartenparkanlage mit Trockenrasen, Feuchtwiesen, Kleingewässern, Gehölz- und Altbaumbeständen, Grundstück war Lebens- und Wirkungsstätte des Hirnforschers und Mediziners Walter Kirsche und seiner Frau Karla. 3,070 Hektar |             | 4047   |